# جاين كار (ممثلة)
جاين كار (بالإنجليزية: Jane Carr)‏ هي ممثلة بريطانية (وحملت سابقاً جنسية المملكة المتحدة لبريطانيا العظمى وأيرلندا)، ولدت في 1 أغسطس 1909 في المملكة المتحدة، وتوفيت بنفس المكان في 29 سبتمبر 1957.

## وصلات خارجية
- جاين كار (ممثلة) على موقع IMDb (الإنجليزية)
- جاين كار (ممثلة) على موقع قاعدة بيانات الفيلم (الإنجليزية)